# Grande divergenza

Evoluzione del PIL pro capite in termini reali in diversi paesi: si noti l'accelerazione dell'Europa rispetto al resto del mondo

La grande divergenza è il processo socioeconomico attraverso il quale il mondo occidentale, vale a dire l'Europa occidentale e le parti del Nuovo Mondo in cui le sue genti divennero predominanti, superò i vincoli alla crescita tipici del mondo premoderno emergendo infine nel XIX secolo come la più avanzata e potente civiltà del mondo, eclissando altre civiltà storicamente importanti quali l'India, la Cina, il mondo islamico e il Giappone.
Gli studiosi hanno avanzato numerose teorie per spiegare le cause della grande divergenza, includendo motivi geografici, demografici, culturali e istituzionali.

## Possibili cause

### Geografia
Nella celebre opera Armi, acciaio e malattie il biologo statunitense Jared Diamond sostiene che la geografia frammentata del continente europeo abbia avuto un ruolo determinante nello sviluppo di entità politiche di dimensioni ridotte e in perenne competizione per le risorse. Quest'ultima avrebbe avuto, a lungo termine, ricadute positive sullo sviluppo economico del continente favorendone l'emergenza.